# Florjan pri Gornjem Gradu
Florjan pri Gornjem Gradu este o localitate din comuna Gornji Grad, Slovenia, cu o populație de 189 de locuitori.